# § 173 St.G.B. Blutschande
§ 173 St.G.B. Blutschande ist ein deutsches Stummfilmdrama aus dem Jahre 1929 von James Bauer mit Walter Rilla sowie den Damen Erna Morena und Olga Tschechowa in den weiblichen Hauptrollen.

## Handlung
Martin Hollmann, ein junger Mann, der in einer kleinen Stadt als Gärtner arbeitet, lernt am Sterbebett seiner deutlich älteren Gattin Hedwig deren Tochter aus erster Ehe, Liesbeth Kröger, kennen. Sie ist seine Generation, und beide verstehen sich auf Anhieb gut. Martin holt Liesbeth als Wirtschafterin in sein Haus, und beide verlieben sich ineinander. Das Paar lebt miteinander und beschließt bald, als Liesbeth von Martin schwanger wird, zu heiraten. Nun aber beginnt die Tragödie, denn bei der Anmeldung beim Standesamt erklärt man Martin und Liesbeth, in Gestalt eines strengen Amtmanns, von offizieller Seite, dass sie gemäß § 173 Strafgesetzbuch Blutschande begangen hätten.
Es kommt zum Prozess, und das Urteil lautet: Zwei Jahre Gefängnis für Martin Hollmann und, da man Liesbeth unterstellt, die Verführte gewesen zu sein, lediglich sechs Monate für sie. Erst nachdem Martin seine Strafe abgesessen hat, kann er zu seiner Liesbeth in seinen Ort heimkehren. Die junge Frau wie auch seine Mitmenschen begrüßen ihn herzlich, da man den Paragraphen 173 als ungerecht empfindet. Rasch werden Martin und Liesbeth nun wieder ein Paar, was der Staatsmacht jedoch nicht unverborgen bleibt. Und wieder werden die beiden Liebenden verhaftet und erneut, diesmal sogar noch härter, vor Gericht zu einer Gefängnisstrafe verurteilt. Für Liesbeth ist dies alles zu viel, und sie stürzt sich in selbstmörderischer Absicht vor einen Eisenbahnzug.

## Produktionsnotizen
§ 173 St.G.B. Blutschande, hergestellt unter dem Protektorat der Deutschen Liga für Menschenrechte, entstand im September 1929 im Filmatelier in Staaken, passierte am 4. Oktober 1929 die Zensur und wurde am 17. Oktober desselben Jahres in Berlins Beba-Palast Atrium uraufgeführt. Der mit Jugendverbot belegte Streifen besaß eine Länge von 2542 Metern, verteilt auf sieben Akte.
Josef Hahn übernahm die Produktionsleitung, Max Heilbronner gestaltete die Filmbauten.
Der Film, der auch unter dem Titel Strafbare Ehen lief, erhielt das staatliche Prädikat „volksbildend“.

## Wissenswertes
Martin ist durch die Heirat mit Hedwig mit deren Tochter Liesbeth verschwägert. Im Produktionsjahr des Films war der Beischlaf zwischen verschwägerten Personen strafbar. Der entsprechende § 173 des Strafgesetzbuchs wurde erst durch das Vierte Gesetz zur Reform des Strafrechts im Jahr 1973 so geändert, dass seitdem keine Strafbarkeit des Verschwägerteninzests mehr vorliegt.

## Kritiken
Hansjürgen Wille schreibt im 8 Uhr-Abendblatt: „Die Regie James Bauers ist von einer gewissen Primitivität.; trotzdem, gerade im ersten Teil des Films, oft eindringlich. (…) Recht dürftig ist leider die Photographie.“
Heinz Paul befand für die Vossische Zeitung: „Das Manuskript des Films stammt von den Autoren Juttke und Klaren, die den ausgezeichneten Film Geschlecht in Fesseln schrieben … Diesmal haben sie nicht so gute Arbeit geleistet. Die Handlung ist langatmig, das Problem selbst nicht präzis genug erfaßt. (…) Man hätte vielleicht auch zeigen müssen, daß das Verbrechen der Blutschande gerade heute in den weitaus meisten Fällen eine Folge der sozialen Verhältnisse ist.“
Die reaktionäre Deutsche Zeitung nannte den Film zur selben Zeit ein „Machwerk“ und einen „tendenziösen Schmarren“.